# Otavice
Otavice je gručasto naselje v jugovzhodnem delu ribniškega polja v Občini Ribnica. Nahajajo se pod gozdnato Malo goro severno od železnice Ljubljana - Kočevje. Tristo metrov jugozahodno od vaškega jedra je zaselek Ograda.

## Ime
Otavice so bile v pisnih virih omenjene leta 1340 kot Ottawnich (in kot Ottawnikch in Ottownikch leta 1436). Ime Otavice je verjetno izpeljano iz slovenskega občnega samostalnika otava 'drugi pridelek (sena)', ki se nanaša na travnik, kjer je bilo seno poleti mogoče dvakrat spraviti. V preteklosti je bilo naselje v nemščini znano kot Otawitz.

## Geografija
Otavice so gručasta vas pod Malo goro v vzhodnem delu Ribniške doline. Bližnji gozdovi so bogati z lipo in jelko, zaradi česar sta jih uporabljali za krmo čebel. Zahodno od naselja ležijo travniki Sela, vzhodno senožeti Rupče, severno pa redki hrastovi gozdovi Stevniki. Tla so kamnita in peščena, zaradi česar je krompir glavni pridelek. Škoda na pridelku, ki jo povzroča jelenjad, je privedla do tega, da so številna polja zasajena z deteljo. Nad vasjo na Mali gori rastejo iglavci in mešani gozdovi. V okolici je večje število vrtač. Jama Bršljanovka na Mali gori se napaja z izvirom.

## Zgodovina
V bližini vasi potekajo ostanki rimske ceste, ki pričajo o zgodnji poselitvi tega območja. Ustno izročilo pripoveduje, da so na Turjevem polju ob vznožju Male gore turški grobovi. Leta 1960 je bil v vasi napeljan vodovod, ki je dovajal vodo iz izvira Obrh pri Blatah preko Goriče vasi. Tradicionalna obrt v vasi je zajemala izdelavo grabelj iz lesa iz Kočevskega Roga. Kmetijstvo je v 20. stoletju upadlo, saj so se ljudje začeli voziti v Ribnico na delo.
Otavice so kraj množičnega grobišča, povezanega z drugo svetovno vojno. Grobišče Otaviško svinjsko brezno je v gozdu približno 1,3 kilometra vzhodno od vasi. Vsebuje posmrtne ostanke neznanih žrtev.

## Kulturna dediščina
V naselju je majhna kapelica-svetišče. Zgrajena je bila v poznem 19. ali v začetku 20. stoletja. V svetišču je kip Žalostne Matere Božje, za katerega ustno izročilo pravi, da je bil prinesen iz Rima.

## Izvor krajevnega imena
Za izvor krajevnega imena glej naselje Otavnik.